# Khaled Lounici
Khaled Lounici est un ancien footballeur international algérien devenu ensuite entraîneur de football, né le 9 juillet 1967 à Alger.
Il est connu pour avoir passé la majorité de sa carrière sous les couleurs noires et jaunes du club de l'USM El Harrach, mais aussi pour avoir participé à une phase finale de la Coupe d'Afrique des nations de football en 1996.
Il compte 33 sélections en équipe nationale entre 1990 et 1999.

## Palmarès
- Vainqueur de la Coupe d'Algérie en 1987 avec l'USM El Harrach
- Champion d'Algérie en 1998 avec l'USM El Harrach

## Distinctions personnelles
- l'Etoile d'Or du Meilleur joueur du Championnat d'Algérie 2000

## Sélection
- 33 matchs et 3 buts avec l'équipe d'Algérie de football.
- Une participation à la Coupe d'Afrique des nations de football en 1996.

- 1er tour de la Coupe du monde de futsal de 1989